# Gracija Kotorski
Gracija Kotorski ili Gracija iz Mula (Muo, Boka kotorska, 27. studenog 1438. – Venecija, 9. studenog 1508.), katolički blaženik, redovnik augustinac, ribar i pomorac. Rođen kao Pavao Krilović.

## Životopis
Blaženi Gracija Kotorski rođen je 1438. kao jedinac u hrvatskoj obitelji Krilović, od oca siromašnog ribara Benedikta i žene mu Dobre u ribarskom selu Mulu (nom. Muo) kod Kotora.
Krsnog je imena bio Pavao. Do svoje tridesete godine živi u Boki kotorskoj kao ribar. Potom odlazi u svijet, plovi kao mornar. Prigodom posjeta Veneciji, na Cvjetnicu 1454., oduševljava se s propovijedi bl. Šimuna Kamerina te ga ona potiče da ostavi svjetovni život i posveti se redovništvu. Odlazi u samostan augustinaca na brdo Ortone kod Padove, gdje ostaje 15 godina. 
Potom je bio u samostanu na otočiću sv. Kristofora između Venecije i Murana, gdje ostaje do svoje smrti 1509. Kao redovnik istakao se svetim životom provodeći dane u postu i molitvi. Imao je iskrenu pobožnost prema Djevici Mariji. Posebno su mu bili na srcu siromasi i prosjaci, koji su dolazili na samostanska vrata. Svakom je pružio "koricu kruha" i riječ utjehe, koja im je često više značila nego materijalni dar. Naročito je pomogao gubavce. Njegova samostanska soba bila je pod krovom, tako niska, da nije mogao uspravno stajati u njoj. Postelja mu je bila od dvije daske, malo slame i postirača. Hodao je bosonog i gologlav i ljeti i zimi. Kao redovnik nije jeo meso niti pio vino. Još za života, a naročito poslije smrti, pripisivala su se Graciji, brojna čudesna ozdravljenja i djela. 
Sahranjen je nakon smrti u crkvi sv. Kristofora u Veneciji, a 10. siječnja 1810. tijelo mu je pokopano u rodnom mjestu u crkvi sv. Kuzme i Damjana. Blaženikovo tijelo obučeno u crnu redovničku haljinu je u pozlaćenom kovčegu sa staklom na prednjoj strani. Bl. Gracija veliki je štovatelj Euharistije. Papa Lav XIII. potvrdio je i odobrio trajno štovanje redovnika i Graciju 1889. godine nazvao blaženim.
Za vrijeme Mise uranjao bi u euharistijski misterij, hranio se Kristovim Tijelom u sv. Pričesti i u slobodno vrijeme sate i sate provodio u klanjanju Presvetom Oltarskom Sakramentu. Stoga je Kotorska biskupija odlučila održati biskupijski euharistijski kongres uoči blagdana bl. Gracija Kotorskog, 4. studenog 2000. g. Spomendan mu je 8. studenog.

### Članci
- Jurišić, Hrvatin Gabrijel. 1974. Osnovne crte hrvatskih svetaca i svetačkih kandidata. Bogoslovska smotra. Katolički bogoslovni fakultet Sveučilišta u Zagrebu. Zagreb. 44 (1): 88–105

## Vanjske poveznice
- Proslava svetkovine Blaženog Gracija - sveca Euharistije  Arhivirana inačica izvorne stranice od 27. rujna 2007. (Wayback Machine) na katolici.org
- Laudato Vesna Jurić Rukavina: Blaženi Gracija iz Mula, augustinac, 8. studenoga 2012.
- Blaženi Gracija iz Mula, augustinac Hrvatska udruga Benedikt  Arhivirana inačica izvorne stranice od 18. rujna 2016. (Wayback Machine) don Pavao Medač; Blaženi Gracija iz Mula, Boka Kotorska, 8. studenoga 2011.
- SVeci.net  Arhivirana inačica izvorne stranice od 14. listopada 2016. (Wayback Machine) Blaženi Gracija iz Mula
- Kotorska biskupija Blaženi Gracija iz Mula
- Katolički tjednik  Arhivirana inačica izvorne stranice od 11. listopada 2016. (Wayback Machine) Blaženi Gracija iz Mula